# Kanaaniter
Die Kanaaniter oder Kanaanäer waren die Bewohner des biblischen Landes Kanaan, vor dem Auftreten der Israeliten im 13. Jahrhundert v. Chr.

## Geschichte

### Frühe bis mittlere Bronzezeit
Die Kanaanäer sind ab dem ausgehenden dritten Jahrtausend vor Christus als vorherrschende Bevölkerung im überwiegenden Gebiet des heutigen Staates Israel und der palästinensischen Autonomiegebiete nachweisbar. Sie waren in Stadtstaaten organisiert, deren Könige meist unabhängig voneinander agierten. Sie sind insofern mit den Phöniziern identisch, als Phönizier die griechische und Kanaaniter oder Kanaanäer die hebräische Bezeichnung für die an den Küsten des östlichen Mittelmeers und im benachbarten Binnenland beheimateten semitischen Stämme ist. Da die im Judäischen Bergland siedelnden, halbnomadischen Hebräer die Kanaanäer, deren Bezeichnung auf Hebräisch (כְּנַעֲנִי Knaʿani) aber nicht auf „ק“, sondern „כ“ lautet, als Händler und Kaufleute wahrnahmen, identifizierten sie diese durch das hebräische קנע, qana „Handel treiben“, so dass Kanaanäer auch mit „Händler“ übersetzt werden kann. Da die Griechen in historischer Zeit mehr Begegnungen mit den seefahrenden „phönizischen“ Handelsstädten der Küste hatten, werden die Begriffe „Phönizier“ und „Kanaanäer“ nicht synonym gebraucht, obwohl es sich um ein und dieselbe Ethnie handelt.

### Frühe Eisenzeit
Nach der Besiedlung des Landes Kanaan durch die Israeliten lebten Kanaanäer und Israeliten im selben Land und existierten über einige hundert Jahre, nur durch Religion (JHWH-Kult und Baal-Kulte) voneinander getrennt, nebeneinanderher. Durch die „Landnahme“ der Hebräer und die wenigstens teilweise durch militärische Macht eroberten Städte ging der territoriale Besitz der Kanaanäer mit der Zeit an die Hebräer über, so auch Jerusalem, doch existierten die Abgrenzungen der Völker noch lange durch die Unterscheidung im Glauben.
In den Zeiten der beiden Reiche Israel und Juda, vor allem nach den Einigungsbestrebungen Davids und Salomos ging die Vermischung beider Kulturen – der kanaanäischen und der israelitischen – voran. Die Israeliten übernahmen kanaanitische Überlieferungen, den Weinanbau und Organisationsformen in Staat, Verwaltung und Militärwesen. Im nördlichen Palästina, bei den Phöniziern, blieb die bronzezeitliche, matriarchal bestimmte Kultur der Kanaanäer bis in die Eisenzeit hinein enthalten. Im Lande Kanaan gliederten sich die Kanaanäer in sieben Volksgruppen: die Amoriter, Girgaschiter, Hethiter, Hiwiter, Jebusiter, die eigentlichen Kanaaniter und die Perisiter.
Nach neueren archäologischen Forschungen (unter anderem auch des israelischen Archäologen Israel Finkelstein) ist der Unterschied zwischen Israeliten und Kanaanäern nicht durch Angehörigkeit zu verschiedenen Völkern, sondern durch unterschiedliche Lebensweisen (städtisch zentral in der Ebene mit intensiver Landwirtschaft im Gegensatz zu halbnomadischer dörflicher Lebensweise im Hügelland) bedingt. Dies steht in Einklang mit der bisher bereits beobachteten engen sprachlichen Verwandtschaft frühester kanaanäischer und hebräischer Inschriften. Für diese nicht wie in den späten Schriften der Bibel postulierte strikte Trennung in zwei verschiedene Völker (wobei die Kanaanäer nach JHWH gebannt sind und vernichtet werden müssen), sondern eines einzigen Volkes in ursprünglich zwei deutlich verschiedene Lebensweisen sprechen auch
- die materielle archäologische Hinterlassenschaft aus der beginnenden Eisenzeit, vor allem im jüdisch-galiläischen Hügelland (die keine Anzeichen einer Eroberung, aber einen deutlichen Anstieg der Besiedlungsdichte zu Beginn der Eisenzeit zeigt, parallel zum hauptsächlich infolge Wegfalls des früheren Protektors Ägypten bedingten wirtschaftlichen und politischen Zerfall der einstmals mächtigen Stadtstaaten in der Ebene),

- vergleichbare Hauptgottheiten in Israel und Ugarit (wobei JHWH als Stammesgott halbnomadischer Stämme aus Seir, d. h. den Gebieten von Edom und Midian zu stammen scheint und bzgl. Bann wie der Gott Chemosch der moabitischen Mescha-Stele spricht) mit verschiedenenorts in der Bibel vergleichbaren Attributen und Symbolen von JHWH, wie sie bereits früher in Ugarit den Göttern El und Baal zugeschrieben wurden,

- verschiedene Erzählungen der Bibel selbst (z. B. Erscheinung von JHWH als El Schaddai vor Abraham, Psalm 82 mit dem der Götterversammlung vorsitzenden Gott ʾĒl ʿElyōn[4] und die bis weit in die Königszeit in Israel und Juda übliche Verehrung des Fruchtbarkeitsgottes Baal und der Gattin des El, Aschera).

Insbesondere unter König Joschija und den späteren Propheten scheint eine strikte Zentralisierung des Kultes in Jerusalem erfolgt zu sein. Alle bisher noch verehrten oder zumindest im Sinne einer Monolatrie geduldeten anderen Götter wurden durch den nunmehr allmächtig angepriesenen JHWH verdrängt.
Aufgrund der nach Zerstörung des Nordreiches durch die Assyrer im Königreich Juda verbliebenen Deutungshoheit über die Geschichte ganz Kanaans wurden auch die chronologisch früheren Erzählungen neu abgefasst, abgeändert und umgedeutet. „Kanaanäer“ wurde so zu einem Generalbegriff aller in Kanaan nicht-fremden (wie die Philister) JHWH ablehnenden Personengruppen.